# Balle anti-stress
Pour les articles homonymes, voir Balle.

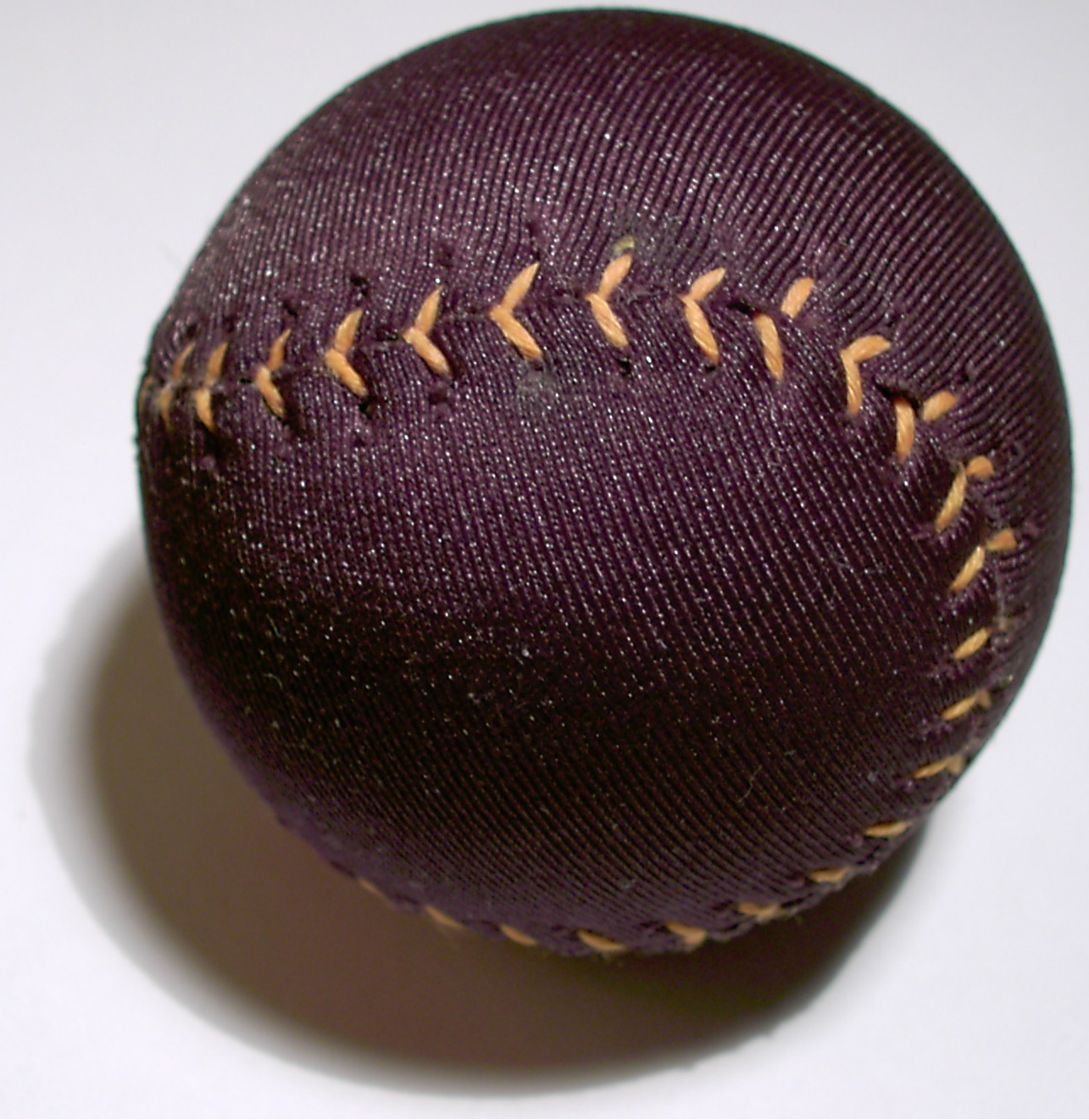
Une balle antistress.

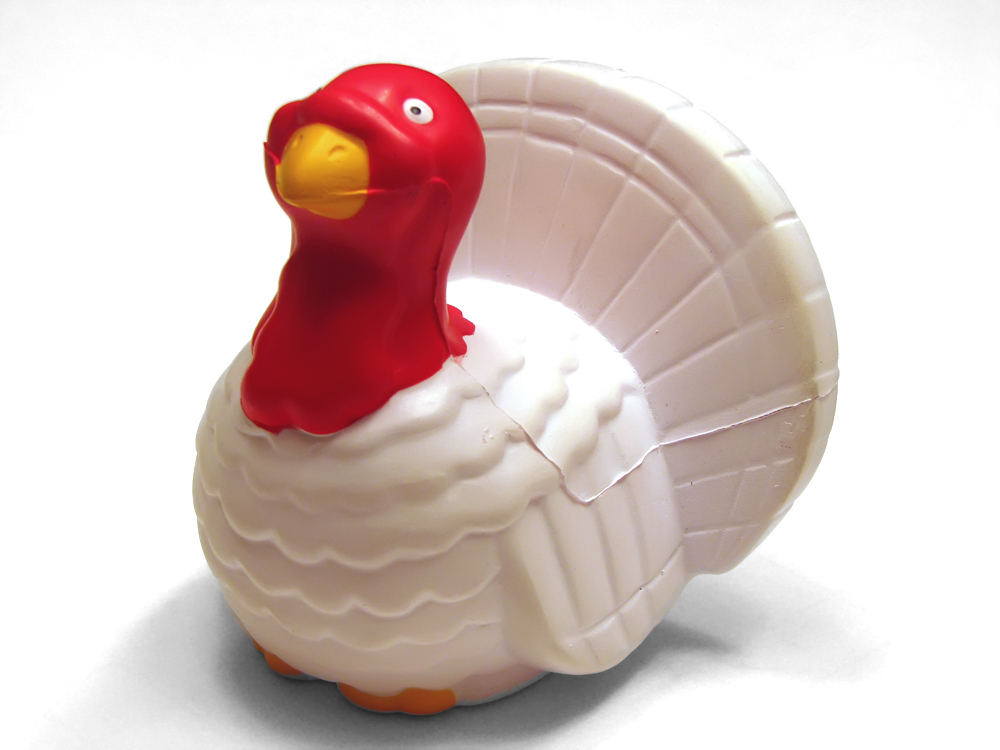
Une balle antistress stylisant une dinde.

Une balle antistress est un mini jouet se présentant sous la forme d'une balle malléable, dont le diamètre ne dépasse généralement pas une dizaine de centimètres, sa masse elle est en moyenne égale a 14g, et qui est destinée à être pressée dans la creux des doigts, dans le but prétendu de multiplier les tensions musculaires pour stimuler le système nerveux par des mouvements répétitifs[réf. nécessaire]. On lui prête volontiers une dimension ludique, et accessoirement d'exercer les muscles de la phalange.
Il existe toutes sortes de balles antistress. Beaucoup d'entre elles sont constituées d'un alvéole fermé rempli de caoutchouc mousse (polyuréthane). D'autres, en particulier celles utilisées dans le cadre de la physiothérapie, contiennent du gel, en densité variable. D'autres encore sont faites d'une poudre légère enveloppée par une fine membrane de caoutchouc. Enfin, parmi les balles commercialisées et utilisées comme stress, certaines sont en réalité similaires à des footbags, c'est-à-dire qu'elles contiennent des granulés de plastique.
Par ailleurs, une balle antistress peut être facilement fabriquée à la maison en remplissant un ballon de baudruche de bicarbonate de soude.
Certaines entreprises et organisations font imprimer leur nom et leur logo sur des balles antistress, afin de les offrir à leurs employés, leurs partenaires et leurs clients, devenant alors un support publicitaire.
Les balles antistress sont très présentes dans les bureaux, car les troubles musculosquelettiques tels que le syndrome du canal carpien y sont courants.[réf. nécessaire]